# Чепаускас, Витольдас
Витольдас Чепаускас (лит. Vitoldas Čepauskas; 17 марта 1979, Тельшяй) — литовский футболист, центральный защитник.

## Биография
Начинал играть на взрослом уровне в команде Олимпийского спортивного центра Вильнюса («РСРК», «ЛОСК») в низших лигах Литвы. В 1997 году перешёл в «Гележинис Вилкас», в его составе дебютировал в высшем дивизионе Литвы, сыграв в первом сезоне 23 матча. Затем транзитом через «Жальгирис-2» перешёл в «Инкарас» (Каунас), за этот клуб выступал с перерывами несколько сезонов, сыграв более 90 матчей в А-Лиге. В первой половине 2000 года был заявлен за российскую «Балтику» (Калининград), но ни одного матча не провёл, а осенью 2001 года выступал на Украине в дубле харьковского «Металлиста». В 2003 году после расформирования «Инкараса» перешёл в «Атлантас» (Клайпеда).
В 2004 году перешёл в таллинскую «Левадию», где играл вместе с Марюсом Довиденасам и рядом других литовских футболистов. За четыре сезона провёл более 100 матчей в чемпионате Эстонии. Трёхкратный чемпион и вице-чемпион Эстонии, трёхкратный обладатель Кубка страны. Сыграл более 10 матчей за «Левадию» в еврокубках, автор гола в 2004 году в ворота ирландского «Богемиана». По окончании сезона 2007 года тренеры «Левадии» решили провести омоложение состава и литовец покинул клуб.
В конце карьеры выступал на родине за «Жальгирис» (Вильнюс) и «ЛККА ир Теледема» (Каунас). Также в первой половине 2009 года снова играл в Эстонии, на этот раз за «Нарва-Транс» вместе с Модестасом Стонисом и Томасом Римасом, но в июле 2009 года был отчислен из клуба.
Всего в высшем дивизионе Литвы сыграл 144 матча и забил 9 голов, в высшем дивизионе Эстонии — 124 матча и 14 голов.
Выступал за юношескую и молодёжную сборную Литвы. Участник финального турнира чемпионата Европы среди 18-летних 1998 года, на турнире сыграл 2 матча.

## Достижения
- Чемпион Эстонии: 2004, 2006, 2007
- Серебряный призёр чемпионата Эстонии: 2005
- Обладатель Кубка Эстонии: 2003/04, 2004/05, 2006/07